# Piazza Venezia

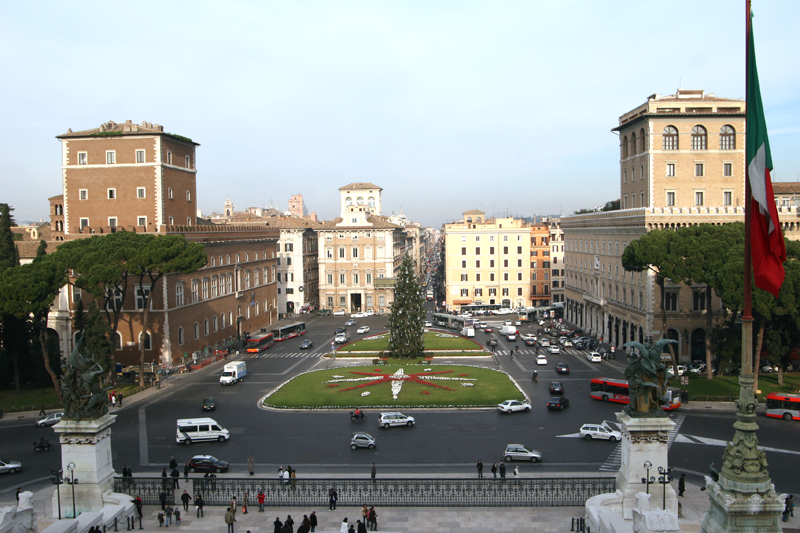
Die Piazza Venezia vom Monumento Vittorio Emanuele II aus gesehen

Die Piazza Venezia ist ein Platz im Zentrum von Rom. Er ist nach dem angrenzenden Palazzo Venezia benannt.
Der Platz liegt am Fuß des Kapitol und in der Nähe des Forum Romanums.

## Geschichte

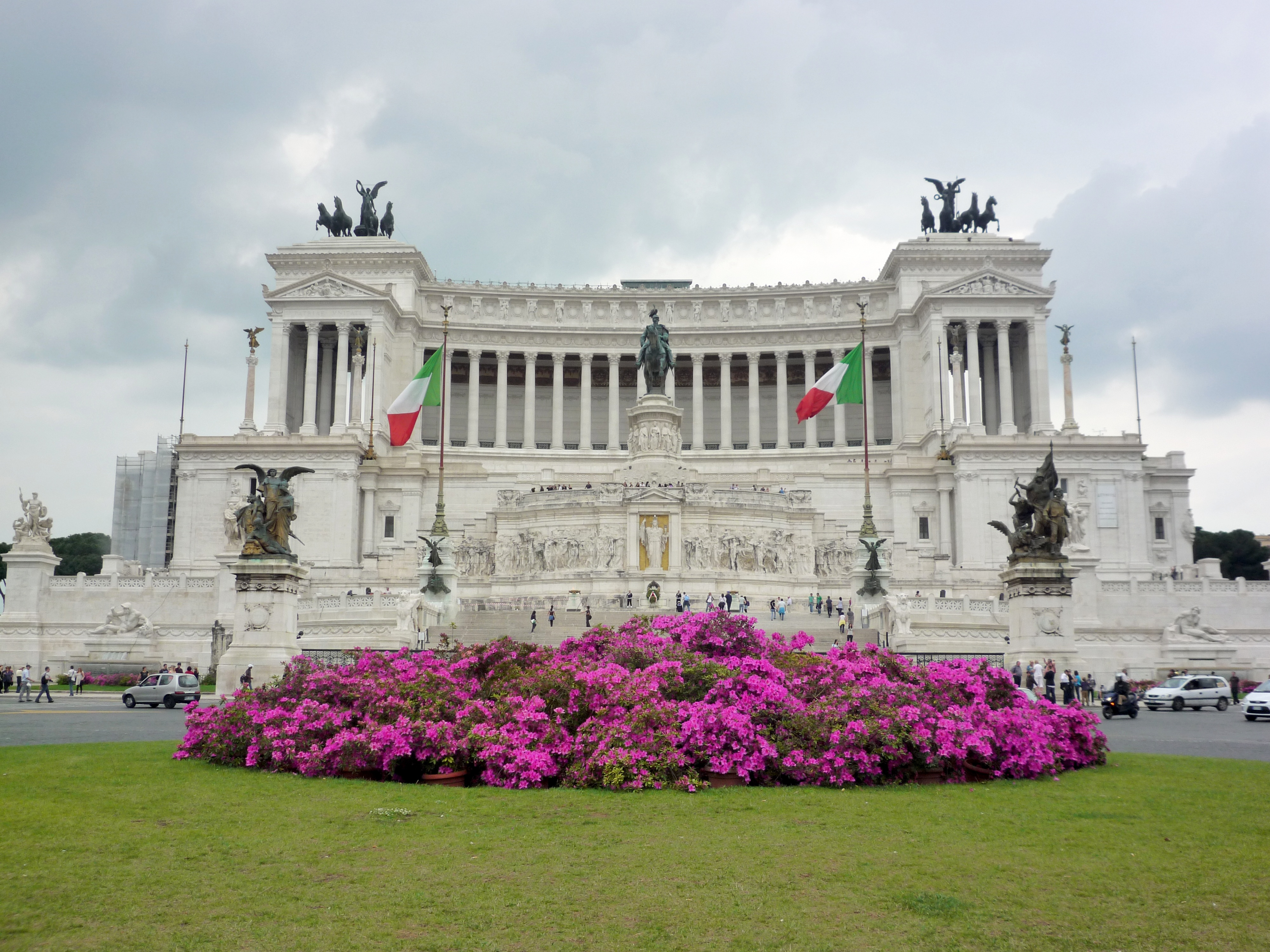
Monumento Vittorio Emanuele II

Schon in der Zeit der Römischen Republik war der Platz ein wichtiger Verkehrsknotenpunkt, da hier die Via Flaminia auf die Porta Fontinalis in der Servianischen Mauer traf. Im 15. Jahrhundert ließ der venezianische Kardinal Pietro Barbo, der spätere Papst Paul II., an der Westseite des Platzes seinen Palast, den Palazzo Barbo, errichten. Dort hatte von 1567 bis 1797 die venezianische Botschaft beim Heiligen Stuhl ihren Sitz, daher trägt der Palast den heutigen Namen Palazzo Venezia. 1660 wurde nördlich der Palazzo Misciatelli erbaut, der heute als Palazzo Bonaparte bekannt ist, da hier Letizia Ramolino, die Mutter des Napoléon Bonaparte, ihren Altersruhesitz hatte.
Seine heutige Form erhielt der Platz, als ab 1885 an seiner Südseite das heute noch die Piazza dominierende Monumento Vittorio Emanuele II errichtet wurde. Dafür wurde ein ganzes Stadtviertel, einschließlich des Klosters von Santa Maria in Aracoeli, abgerissen. Ab 1911 entstand auf der Ostseite der Palazzo delle Assicurazioni Generali der Assicurazioni Generali di Venezia, der Bauform und die Ausmaße des Palazzo Venezia aufnahm und so eine Symmetrie herstellte.
In der Zeit des Faschismus war der Palazzo Venezia Regierungssitz von Mussolini. Von seinem Balkon aus hielt der Diktator zahlreiche Ansprachen an das Volk auf dem Platz.

## Verkehr
Die Piazza Venezia ist ein wichtiger Verkehrsknotenpunkt. Nach Norden schließt die Via del Corso, im Verlauf der antiken Via Flaminia an, die allerdings heute weitgehend verkehrsberuhigt ist. Nach Westen führt die Via del Plebiscito Richtung Petersplatz und nach Osten steigt die Via Cesare Battisti zum Quirinal hinauf. Die Via del Teatro Marcello führt nach Süden zum Tiber und die Via dei Fori Imperiali nach Südosten zum Kolosseum. Die beiden letzteren wurden als Prachtstraßen unter der Regierung von Mussolini angelegt.
Bis 2006 wurde der Verkehr noch von einem Verkehrspolizisten auf einem Podest (der sogenannten Pedana) geregelt und bildete die Inspiration für zahlreiche Szenen in Filmen und Werbespots. Am 16. März 2009 wurde diese Art der Verkehrsregelung durch einen Polizeibeamten wieder eingeführt.
Auf der Piazza Venezia kreuzen sich zahlreiche Buslinien. Seit 2006 laufen die Vorarbeiten für den Bau der Linie C der römischen U-Bahn, die eine Station an der Piazza Venezia haben soll.